# Schweinsmühle
Schweinsmühle ist ein Gemeindeteil der Gemeinde Ahorntal im Landkreis Bayreuth (Oberfranken, Bayern). Schweinsmühle liegt in der Gemarkung Kirchahorn.

## Geografie
Die Einöde im nordöstlichen Bereich der Fränkischen Schweiz ist etwas weniger als zwei Kilometer von dem nordnordöstlich liegenden Ortszentrum von Kirchahorn entfernt.

## Geschichte
Der Ort wurde 1520 als „Sweynczmüll“ erstmals urkundlich erwähnt. Der Ortsname leitet sich vielleicht vom Familiennamen Schweintz ab, eine Ableitung vom Tier Schwein ist auszuschließen.
Bis zum Beginn des 19. Jahrhunderts hatte die Schweinsmühle in der Dorfmarkung von Kirchahorn gelegen, einem Territorium, das der Landeshoheit reichsunmittelbarer Adeliger unterstand. Diese hatten sich in dem zum Fränkischen Ritterkreis gehörenden Ritterkanton Gebürg organisiert, die für die Landeshoheit maßgebliche Dorf- und Gemeindeherrschaft wurde dabei von den Grafen von Schönborn ausgeübt. Die Hochgerichtsbarkeit stand dem zum Hochstift Bamberg gehörenden Centamt Waischenfeld zu. Als die reichsritterschaftlichen Territorien in der Fränkischen Schweiz infolge des Reichsdeputationshauptschlusses mediatisiert wurden, wurde damit auch die Schweinsmühle unter Bruch der Reichsverfassung am 1. November 1805 vom Kurfürstentum Pfalz-Baiern annektiert. Damit wurde die damalige Einöde zum Bestandteil der bei der „napoleonischen Flurbereinigung“ in Besitz genommenen neubayerischen Gebiete, was erst im Juli 1806 mit der Rheinbundakte nachträglich legalisiert wurde.
Durch die Verwaltungsreformen im Königreich Bayern wurde die Schweinsmühle mit dem Zweiten Gemeindeedikt im Jahr 1818 zum Bestandteil der Ruralgemeinde Kirchahorn. Im Zuge der Gebietsreform in Bayern wurde die Gemeinde Kirchahorn am 1. Januar 1972 ein Bestandteil der neu gebildeten Gemeinde Ahorntal.

## Verkehr
Die aus dem Nordosten von Kirchahorn kommende Staatsstraße 2185 läuft unmittelbar am südlichen Ortsrand vorbei und führt weiter nach Oberailsfeld. Der ÖPNV bedient das Dorf an einer Haltestelle der Buslinie 388 des Verkehrsverbunds Großraum Nürnberg (VGN). Die am schnellsten erreichbaren Bahnhöfe befinden sich in Creußen, Schnabelwaid und Pegnitz. Der nächste Fernbahnhof ist der Hauptbahnhof in Bayreuth.

## Baudenkmal

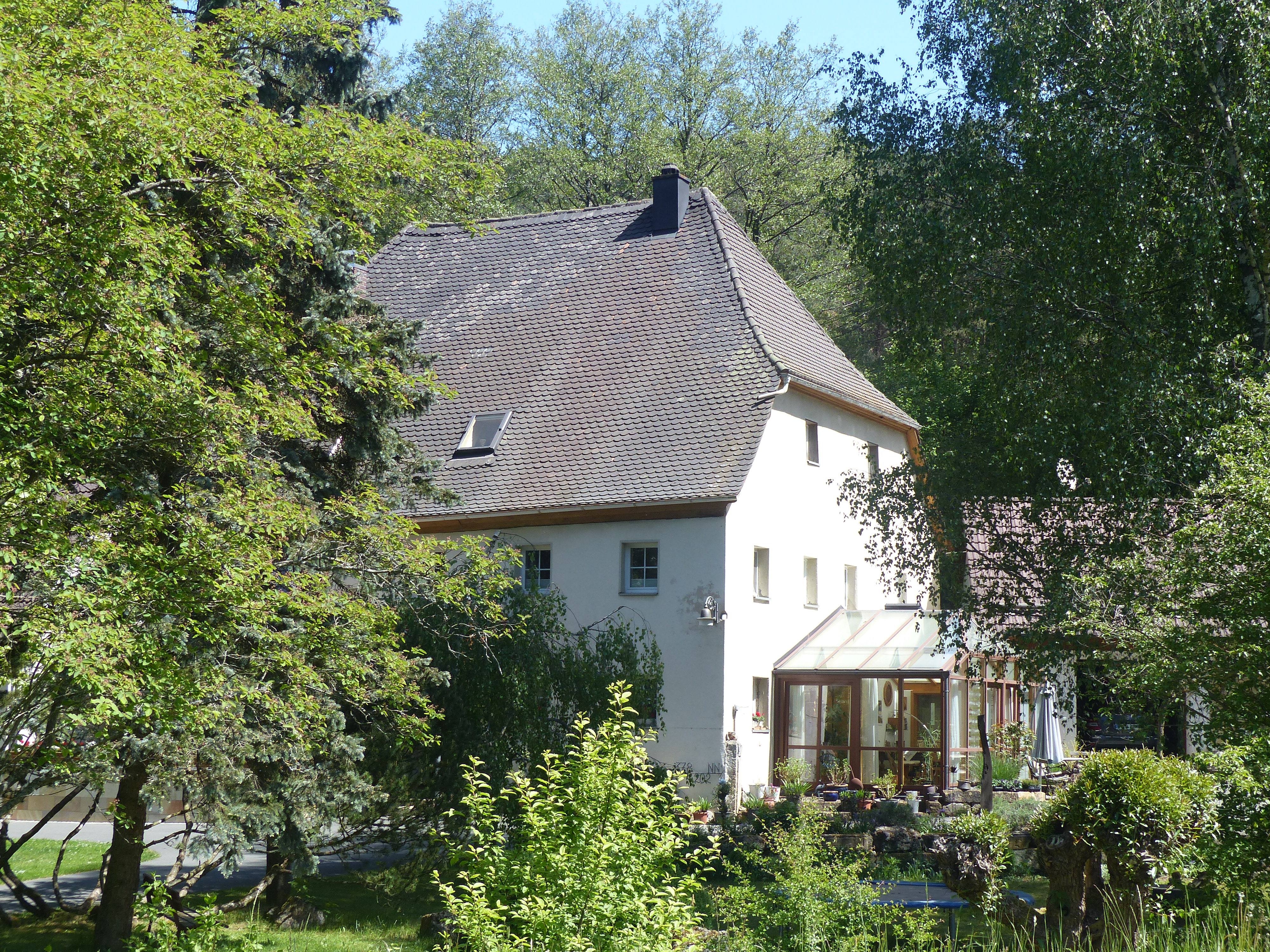
Die ehemalige Mühle

In Schweinsmühle steht eine ehemalige Mühle, die aus der zweiten Hälfte des 17. Jahrhunderts stammt.